# Set Free (EP)
Set Free es el nombre del segundo EP de Patti Smith Group, editado el 4 de agosto de 1978 por Arista Records.

## Lista de canciones
Lado A
1. «Privilege (Set Me Free)» (Mel London, Mike Leander, Psalm 23) – 3:27
2. «Ask the Angels» (Patti Smith, Ivan Kral) – 3:07

Lado B
1. «25th Floor» (Live in Paris, Easter Sunday 1978) (Smith, Kral) – 5:15
2. «Babel Field» (Live in London, 28 de febrero de 1978) (Smith) – 5:45